# ポセッション島

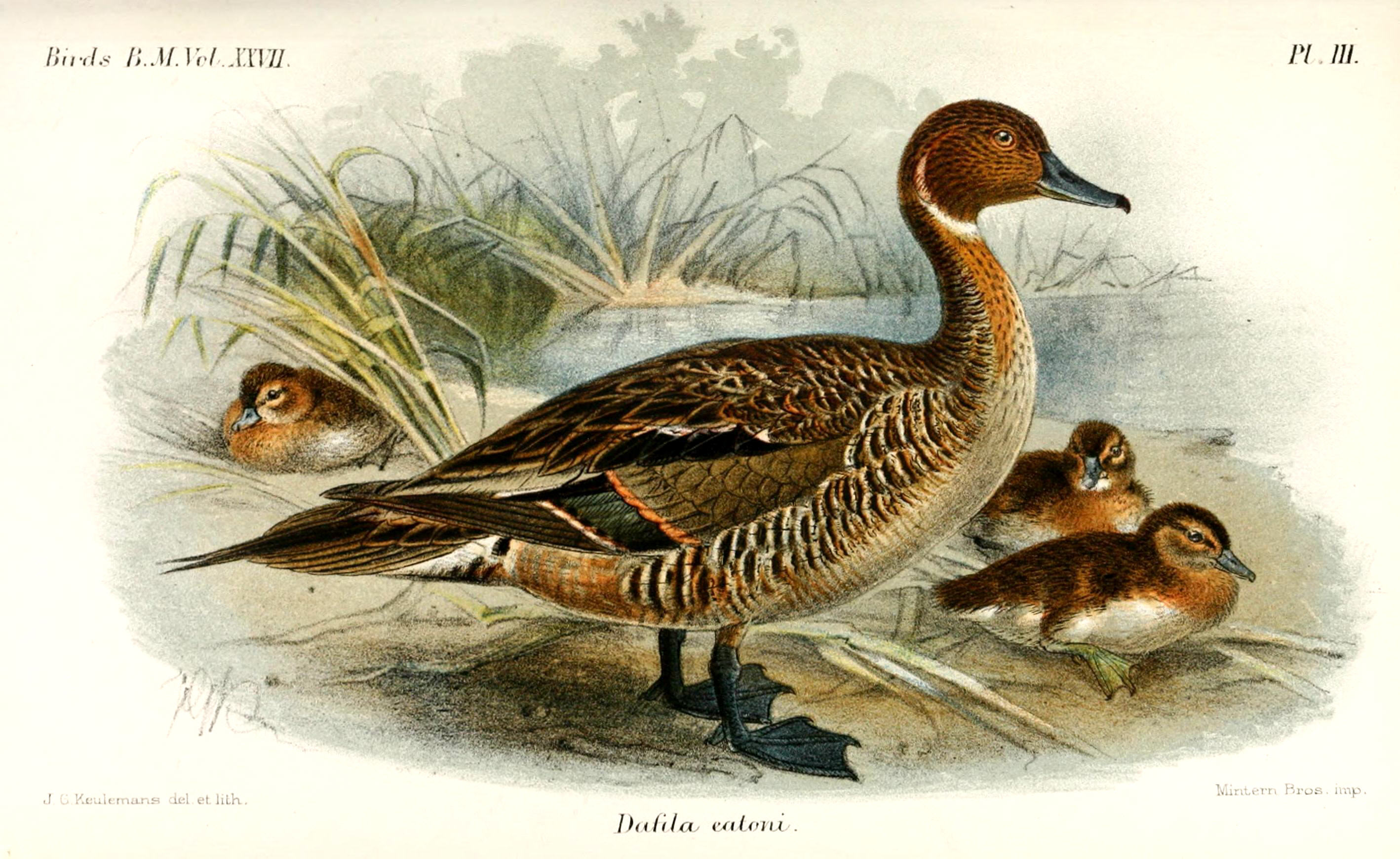
島に生息しているイートンオナガガモ

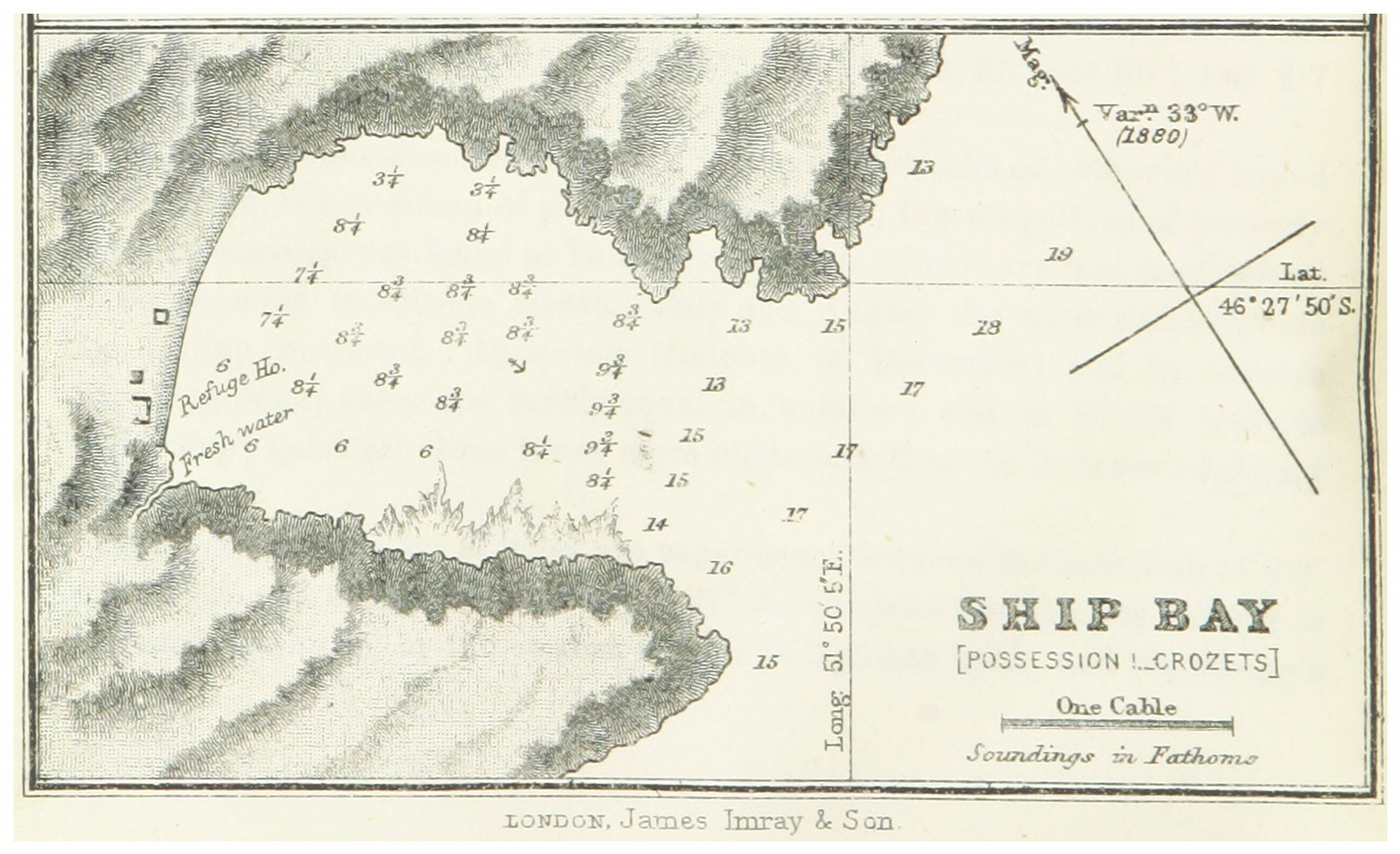
シップベイからの観測結果、ポセッション島、1893年出版

ポセッション島(ポセッションとう、Île de la Possession または Possession Island)、正式にはイル・デ・ラ・プライズ・デ・ポセッション(Île de la Prise de Possession)は亜南極のクローゼー諸島の一部を構成する島。150 km2 (58 sq mi)の面積でクローゼー諸島の中では最大の島で唯一人が住んでいる。行政的にはフランス領南方・南極地域の一部。海鳥の重要な営巣地でもある。

## 概要

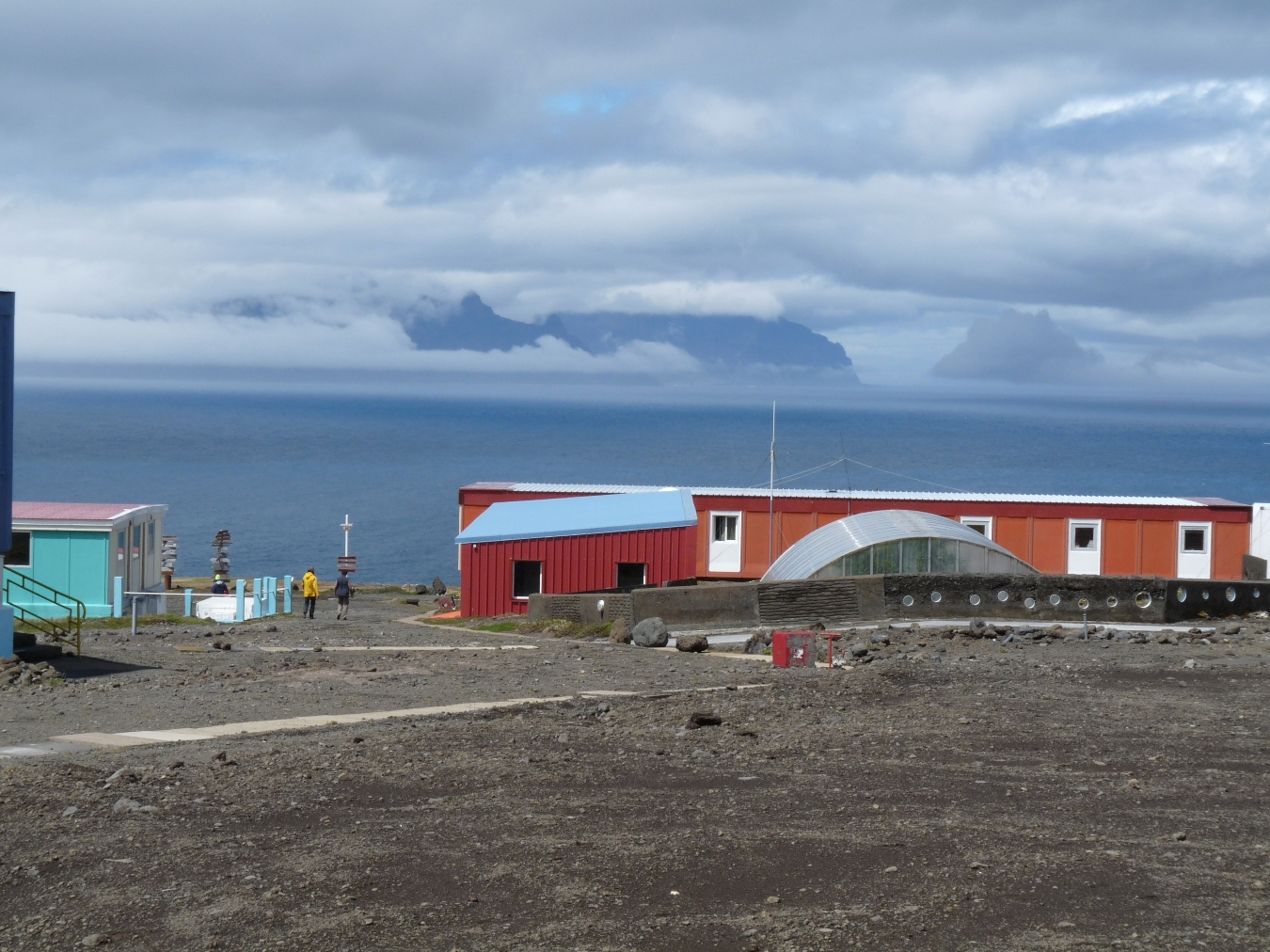
アルフレッド・フォーレ調査基地

ポセッション島は群島の東側のグループで、約20 km西にはレスト島(東島)がある。深い氷河の谷に削られた険しい山の崖の風景がある。沿岸部と谷の地域は亜南極植生の草本直物で覆われている。島の東の端にある最大20人のアルフレッド・フォーレ調査基地のスタッフの他には居住者はいない。

## 重要野鳥生息地
この島はバードライフ・インターナショナルにより少なくとも26種の海鳥の繁殖地として重要野鳥生息地(IBA)とされている。比較的多数が繁殖している鳥としてオウサマペンギン、キタイワトビペンギン、マカロニペンギン、ワタリアホウドリ、ススイロアホウドリ、ハイイロアホウドリ、キタオオフルマカモメ、チュウヒロハシクジラドリ、ケルゲレンミズナギドリ、カオジロミズナギドリ、ミナミモグリウミツバメがいる。
その他の小数の鳥としてはオオフルマカモメ、ハイガシラアホウドリ、ケルゲレンアジサシ、クロゼットウ、カオグロサヤハシチドリ、イートンオナガガモが住んでいる。より小さな鳥の巣はもっと低い場所でのラットの捕食を避けるため高地だけにある。

## その他の野生動物
移入されたヤギは全滅しているが、クマネズミは生存し続け野鳥の脅威となっている。ナンキョクオットセイとアナンキョクオットセイはミナミゾウアザラシと同様にこの島で繁殖している。80頭ほどのシャチの群れが周囲の水域に生息している。2種の植物と59種の節足動物は群島の固有種である。

## 参照
- 南極周辺の島の一覧